# Fórum de Política Feminista
El Fórum de Política Feminista (FPF) es una asociación de mujeres española constituida formalmente en enero de 1987, de ámbito estatal y sin ánimo de lucro, que se declara laica, plural e independiente. Se ubica en un feminismo político y su actividad está enfocada a la incidencia en este ámbito con el objetivo de hacer presentes las reivindicaciones sobre la igualdad de derechos y oportunidades de las mujeres en las agendas públicas, así como hacer visibles y comprensibles dichas demandas a la sociedad en su conjunto. Las líneas de actuación en donde el FPF centra principalmente su trabajo son la democracia paritaria y participativa, las violencias machistas y el empleo digno e igualitario. Esta labor la realiza desde una clara vocación de unidad de acción dentro del movimiento feminista tanto nacional como internacional, así como de diálogo con el movimiento sindical, vecinal, ecologista y de cooperación internacional, para lo cual articula su trabajo sobre todo en torno a la participación en diferentes plataformas unitarias.

## Contexto y orígenes
El Fórum de Política Feminista surge en 1986, tras una década de efervescencia social que tuvo lugar después de casi cuarenta años de dictadura franquista (1939-1975). Durante esta década se constituyó la Coordinadora Feminista de Cataluña, la Plataforma de Organizaciones Feministas en Madrid, las Asambleas de Mujeres en Euskadi y la Federación de Organizaciones Feministas del Estado Español. También en este periodo tuvieron lugar las I Jornadas Nacionales por la Liberación de la Mujer en Madrid (1975), las I Jornades Catalanes de la Dona (1976), las I Jornadas Feministas de Euskadi (1977) y las I Jornades de la Dona del País Valenciá (1977), apuntando, todo ello, a la conformación de un feminismo plural y descentralizado, cuyas diferencias y derivas se hicieron patentes en las II Jornadas Feministas Estatales celebradas en Granada (1979). Tuvieron que tanscurrir seis años hasta las III Jornadas Feministas Estatales (1985) que se realizaron en Barcelona. Fue un feminismo que se movilizó unitariamente por la despenalización del adulterio y los anticonceptivos, así como por su legalización, por la ley del divorcio, por el derecho al aborto y por el acceso de las mujeres a todas las profesiones y a la participación social y política después de casi cuatro décadas sin libertad de expresión, asociación y manifestación.
Al mismo tiempo que se alcanzaban estos logros surgieron debates dentro del movimiento feminista relativos a la relación que éste debía de tener con las instituciones. En concreto con las que se fueron conformando en el proceso de transición hacia la democracia, primero con la Subdirección General de la Condición Femenina creada en 1977 por el gobierno de Unión de Centro Democrático (UCD) y, posteriormente, con el Instituto de la Mujer, constituido en el año 1983 por el gobierno socialista (PSOE) que gana las elecciones de 1982. Este debate adquirió relevancia en la medida en que en el Instituto de la Mujer se van integrando numerosas feministas, representando el germen de lo que, desde algunas posiciones, se vino a denominar un feminismo institucional.
En este contexto es en el que un grupo compuesto por unas veinte mujeres con trayectorias militantes diversas, procedentes del Frente de Liberación de la Mujer (FLM), del Movimiento Democrático de Mujeres (MDM), del Movimiento de Liberación Internacional de la Mujer (MLIM) y de la Secretaría de la Mujer de CCOO, decidieron en 1986 constituir el Fórum de Política Feminista.
Desde sus orígenes el Fórum se ubicó en un decidido feminismo político del que su nombre hace gala, con la idea de llenar el vacío que entendían se estaba produciendo entre una declarada posición anti institucional y otra más inclinada a delegar en las herramientas que los gobiernos democráticos iban conformando vinculadas a los intereses de las mujeres, pero que en la práctica consideraban no sólo no estaba dejando lugar a una verdadera participación sino que la podía llegar a desincentivar. En palabras de Lucía Mazarrasa y Begoña San José, presidentas del Fórum de Política Feminista en los periodos 1989-1998 y 1999-2005 respectivamente.

...había una nueva divergencia en el movimiento entre quienes conferían al recién creado Instituto de la Mujer toda la iniciativa feminista, como se manifestó en la elaboración del I Plan de Igualdad 1988-90 sin consultar a las asociaciones, y quienes "pasaban" no sólo de demandar diálogo con el gobierno, sino incluso de votar. Por eso, a partir de 1985 una veintena de mujeres empezamos a promover una tercera vía, no institucional
pero tampoco anti-institucional. El nombre de Fórum de Política Feminista -fórum, como espacio abierto y plural; político por nuestra voluntad de cambio social y feminista por nuestra inserción en lo que histórica e internacionalmente ha sido el movimiento feminista- fue aprobado en la reunión del 24 de septiembre de 1986.
Lucia Mazarrasa y Begoña San José, en el acto de celebración del 20 aniversario. Año 2007

Con estas premisas el FPF nace en octubre de 1986, y el 26 de enero de 1987 se inscribe en el Registro de asociaciones del Ministerio del Interior. Irrumpió, en coherencia con el contexto descrito, con una decidida voluntad de impulsar un feminismo político dirigido a incidir en gobiernos y partidos desde la total independencia y a través del diálogo y de alianzas con diferentes agentes de las sociedad civil, entre los que se encuentran otras asociaciones de mujeres y feministas, organizaciones del ámbito de la cooperación internacional, el movimiento sindical, vecinal y ecologista.
Tras su constitución formal, sus primeras actuaciones fueron la protesta por las detenciones y cierres de clínicas donde se practicaba el aborto, así como la pegada de carteles con el lema "Mujeres al poder" en el contexto de las elecciones al Parlamento Europeo de junio de 1987.

## Principales líneas de actuación
Entre las principales líneas de actuación que el Fórum de Política Feminista ha desarrollado desde su fundación cabe destacar tres grandes bloquesː

### La democracia paritaria y representativa
En el ámbito de la consecución de una democracia paritaria efectiva, el Fórum hace seguimiento de las citas electorales, vigilando y reivindicando listas y procesos paritarios ajustados a la Ley Orgánica 3/2007 para la Igualdad Efectiva de Mujeres y Hombres, y evaluando los resultados tras la realización de los mismos. 
De igual manera, el FPF exige la participación efectiva de las mujeres en las políticas públicas y una interlocución real y fluida de las organizaciones de mujeres y feministas con los poderes públicos. En este sentido, el Fórum ha sido siempre muy activo en la demanda de funcionamiento de la institución de los Consejos de Mujeres que la referida Ley 3/2007 contempla, con un composición plural, representativa del tejido asociativo de mujeres a las que representa, al tiempo que reivindicativo y autónomo de los poderes públicos, por encima de coyunturas políticas y económicas. Un ejemplo de este interés es su participación en la elaboración del Manifiesto por un Consejo Estatal de las Mujeres representativo, plural, autónomo y reivindicativo fechado el 8 de marzo de 2007 respaldado por un total de 60 asociaciones que aunaron el sentir del movimiento feminista y de mujeres acerca de cómo debería de materializarse en la práctica estos organismos participativos contemplados en la legislación.
Ante las elecciones municipales y autonómicas de mayo de 2007 el Fórum realizó la campaña "Más mujeres, mejor política’" y en noviembre de ese año, junto con la Asociación de Ayuda a Mujeres Víctimas de Agresiones Sexuales y Violencia Doméstica (ADAVAS), la asociación Flora Tristán y el Fórum Feminista María de Maeztu -estas dos últimas asociadas al FPF- apoyadas por el partido Plazandreok, presentaron un recurso de alzada por la omisión del informe de impacto de género en los Presupuestos Generales del Estado (PGE) de 2008 que la Ley 1/2007 establecía, logrando que desde 2009 el gobierno presente un informe oficial anual de dicho impacto según lo prescrito por la ley. En ese mismo año el Fórum fundó la Plataforma Impacto de Género Ya, que cada año elabora un Informe feminista sobre los PGE, recaba firmas de cerca de un centenar de organizaciones feministas y lo debate en un acto abierto con los Grupos Parlamentarios. Así mismo, tras todos estos años de bagaje de análisis presupuestario, el Fórum impulsa en el año 2017, junto con otras asociaciones de la sociedad civil madrileña, la Plataforma Feminista Ante los Presupuestos del Ayuntamiento de Madrid (PFAPAM).
En el ámbito europeo, el Fórum participó en la creación de Lobby Europeo de Mujeres en 1990, y en la Coordinadora Española para el Lobby Europeo de Mujeres (CELEM) a la que perteneció hasta el año 2012.
En el ejercicio de esta reivindicación de democracia participativa el Fórum también ha contribuido, junto con otras organizaciones de la sociedad civil, a la realización de "informes sombra" o paralelos a los que por ley están obligados a realizar diferentes organismos oficiales. Así, el FPF intervino, junto con otras 49 asociaciones, en la realización del Informe Sombra de la CEDAW donde se analizaba el que el gobierno español debía presentar al Comité de expertas y expertos de dicha institución correspondiente al periodo 2009-2013. A partir de esta experiencia se constituye la Plataforma CEDAW Sombra España compuesta por 50 organizaciones, y de la que el FPF forma parte de manera activa desde sus inicios.

### Las violencias machistas
El Fórum de Política Feminista fue uno de los colectivos feministas convocantes y promotores de la multitudinaria Marcha Estatal Contra las Violencias Machistas que transcurrió por el centro de Madrid el 7 de noviembre de 2015, más conocida como 7N.
Tras la Marcha, el FPF conforma junto con otras organizaciones la Plataforma 7N con el objetivo de dar seguimiento a las reivindicaciones, principalmente la que exigía que las violencias machistas fueran una cuestión de Estado, y que dio como resultado un Pacto de Estado con 214 medidas contra las violencias machistas
Otro foco de incidencia enmarcado dentro de las violencias machistas que el FPF aborda, ha sido el de la abolición de la prostitución declarándose en una postura decididamente abolicionista. Así la asociación considera a la prostitución como una forma extrema de desigualdad y explotación, característica de la reconfiguración del capitalismo global y de la restructuración de los patriarcados contemporáneos, otorgándole, con ello, un clara dimensión política en la línea analizada por la investigadora y teórica feminista Rosa Cobo.  El Fórum se posiciona en el objetivo a medio y largo plazo de la abolición de la prostitución que en todo caso tiene en cuenta, hasta que este sea una realidad, la defensa de los derechos de las mujeres que la ejercen, haciendo incidencia para que la penalización y la censura social recaiga sobre los clientes y no sobre ellas. En concreto el FPF reclama programas más amplios de oportunidades alternativas de generación de ingresos para las mujeres que deseen abandonar la prostitución y medidas para reducir su demanda, tales como la educación afectivo sexual, la revisión de los estereotipos y de los roles sociales de prostituidas y prostituidores sexuales en la publicidad y los medios de comunicación y la prohibición de anuncios de prostitución en los medios de comunicación.

### El empleo digno e igualitario
El Fórum de Política Feminista considera el acceso al empleo digno e igualitario un objetivo estratégico para la consecución de una verdadera autonomía de las mujeres, motivo por el cual reivindicar ante los gobiernos locales, autonómicos y centrales así como visibilizar su importancia ante el conjunto de las sociedad es una de sus prioridades.  En este sentido el Fórum participa en Plataformas diversas como la PPIINA, que reivindica los permisos iguales, intransferibles y pagados al 100% por nacimiento y adopción, así como en la elaboración y apoyo de diversos manifiestos.
Ha participado en el III, IV y VII Congreso Estatal de Economía Feminista, celebrado en Baeza en el año 2009, Carmona en 2013 y en Bilbao y vía online en 2021 respectivamente. En su comunicación del celebrado en 2013 se señala la importancia de distinguir entre trabajo y empleo, y denuncia, así mismo, el carácter sexista de los instrumentos institucionales de recogida de información en los que luego se basarán las políticas públicas, como la Encuesta de Población Activa (EPA) que no tienen en cuenta el trabajo no remunerado de cuidado de menores de edad y personas dependientes en general llevado a cabo mayoritariamente por mujeres, y que, además, son insensibles a la calidad del empleo. Denuncia también cómo el empleo femenino está a merced, no de los deseos y necesidades reales de las interesadas, sino de un sistema neoliberal y patriarcal, que las expulsa del mercado laboral en época de crisis para paliar el paro masculino, y para desarrollar tareas de cuidados que debieran ser cubiertas por los servicios públicos. Las principales denuncias y reivindicaciones entre otras sonː
- Igualdad en el reparto del empleo por sexos. Eliminación de la brecha salarial en el empleo y el Sistema de Pensiones.
- El reconocimiento, reparto y remuneración del trabajo de cuidado de menores y personas adultas en situación de dependencia.
- Reivindicación de un sistema público y universal de servicios profesionales para todas las personas en situación de dependencia que no sea a costa del trabajo gratuito o precario de las mujeres.
- Revisión de la Ley de Extranjería desde una perspectiva de género teniendo en cuenta las cadenas globales de cuidados, facilitando la regularización por arraigo, la reagrupación familiar y la protección ante la violencia y el acoso.[21][22]

La comunicación presentada por FPF en el VII Congreso de Economía Feminista “Miradas y Propuestas Feministas al Pacto de Toledo” analiza las recomendaciones aprobadas por el Congreso de los Diputados el 19 de noviembre de 2020 para la reforma del sistema de pensiones, cuarta reforma en 25 años. Se realiza un Informe de Impacto de Género del Informe del Pacto de Toledo del 2020, documento del que adolece. El estudio parte del contexto actual, de la situación de desigualdad de las mujeres en el mercado laboral y como consecuencia, en el sistema de pensiones desde el necesario escenario social de la división sexual del trabajo. Analizando cada una de las recomendaciones que el Acuerdo hace para la futura reforma de las pensiones, las ponemos en el marco de las realidades constatadas de la desigual situación de las mujeres. Nuestro trabajo pretende contribuir con estrategias feministas a dar un nuevo enfoque a las recomendaciones del Pacto de Toledo, obteniendo un mejor conocimiento del impacto que las medidas del mismo puedan tener en la situación de las mujeres en todos los ámbitos y explorando los distintos aspectos de cada una de las recomendaciones del Informe. Entre otras, las principales: 
- Sistema de dependencia: políticas públicas con perspectiva feminista. El trabajo de cuidados debe pasar de problema individual a objetivo colectivo. Promover la prevención de la dependencia contemplada pero no desarrollada en la LAPAD. Alcanzar un 2,5% del PIB para atención a la dependencia con carácter universal y suficiente.
- Servicios profesionales públicos, con generación suficiente de puestos de trabajo que no suponga segregación laboral para cuidadoras en el sistema privado, que es sinónimo de precariedad.
- Tiempo parcial: desincentivar la contratación a tiempo parcial a cambio de fomentar la conversión de estos trabajos a jornada completa y una Inspección fuerte que impida la explotación.Permitir a las trabajadoras/es obtener la pensión de jubilación en su porcentaje máximo.
- Trabajadoras del hogar: Incidencia en las plataformas laborales. Vigilancia de la proliferación de aplicaciones y plataformas online/Marketplace para realizar contrataciones por horas.
- Eliminar programas que incentiven la peor calidad de los empleos de las mujeres: Excedencias o parcialidad.

## Organización
El Fórum de Política Feminista es una entidad de ámbito estatal con una organización federal a la que se pueden adscribir tanto socias individuales como organizaciones de diferentes territorios autonómicos, provinciales y locales. El FPF, además de contar con una sede estatal, está implantada en los siguientes territorios: 
| Territorio | Organización                                          |
| ---------- | ----------------------------------------------------- |
| Córdoba    | Fórum Feminista de Córdoba                            |
| Granada    | Fórum de Política Feminista de Granada                |
| León       | Asociación Feminista "Flora Tristán"                  |
| Madrid     | Fórum Feminista de Madrid                             |
| Málaga     | Fórum de Política Feminista de Málaga                 |
| Murcia     | Fórum de Política Feminista de Murcia                 |
| Sevilla    | Fórum Feminista de Sevilla                            |
| Tenerife   | Asociación Integral de las Mujeres "Mercedes Machado" |
| Valencia   | Dones de Xirivella                                    |
| Valladolid | Agrupación de Valladolid                              |

## Presidentas
| Orden | Nombre                   |
| ----- | ------------------------ |
| 1     | Carmen Saez Buenaventura |
| 2     | Lucía Mazarrasa Alvear   |
| 3     | Begoña San José Serrán   |
| 4     | Nina Infante Castillo    |
| 5     | Nines Fidalgo Delgado    |
| 6     | Marta Cárdaba Plaza      |
| 7     | Francisca Guisado Adame  |
| 8     | Lidia Fernández Montes   |
| 9     | Yulaica Vargas Martín    |
| 10    | Vicenta Monge García     |

## Alianzas: Plataformas Unitarias
El Fórum de Política Feminista se define como un espacio de encuentro y diálogo, abierto en primer lugar a las otras organizaciones feministas, pero también a otros movimientos como el sindical, vecinal, ecologista o de cooperación internacional. Con esta filosofía el FPF participa de manera activa en las siguientes plataformas unitarias.
- 7N Plataforma Estatal Contra las Violencias Machistas.
- Plataforma Impacto de Género Ya.[10]
- Coordinadora de Organizaciones de mujeres para la participación y la igualdad. (COMPI)
- Plataforma Feminista Ante los Presupuestos del Ayuntamiento de Madrid (PFAPAM).[12]
- Plataforma CEDAW Sombra España.[13]
- Plataforma por los Permisos Iguales e Intransferibles de Nacimiento y Adopción (PPIINA).[24]
- Movimiento feminista 8M. Participación en la organización del Paro internacional de Mujeres de 8 de marzo de 2017.
- Comisión 8M. Participación en la organización de la Huelga Feminista del 8 de marzo de 2018.[25]
- Red Estatal Contra el Alquiler de Vientres (RECAV).[26]
- Iniciativa Feminista Euromediterránea (IFE).[27][28]
- Confluencia Feminista.

De igual manera y bajo la misma lógica, a lo largo de su andadura el Fórum ha participado en las plataformas locales de unidad de acción ante las fechas identitarias del movimiento feminista como el Día Internacional de las Mujeres (8 de marzo), Día Internacional de la Eliminación de la Violencia Contra las Mujeres (25 de noviembre), o Día Internacional por el Derecho al Aborto (28 de septiembre).

## Reflexión y debate
Con el fin de fomentar la reflexión y el debate, el Fórum de Política Feminista realiza desde su constitución talleres anuales. Se trata de ponencias marco relativas a temas de calado dentro de la agenda feminista a cargo de expertas y referentes dentro del pensamiento y el activismo feminista que luego son recopiladas en libros. La filósofa Celia Amorós inauguró el debate del primer taller que tuvo lugar en 1988 con una ponencia marco sobre Mujeres, feminismo y poder. Este texto, junto con el artículo La tiranía de la falta de estructuras, de la feminista norteamericana Jo Freeman, formaron parte de la primera publicación y representan una de las señas de identidad que orientan el pensamiento colectivo del FPF. Los títulos publicados han sido, por orden cronológico: 
- Mujeres, feminismo y poder.
- Mujer, sexo y poder.
- Por una política feminista.

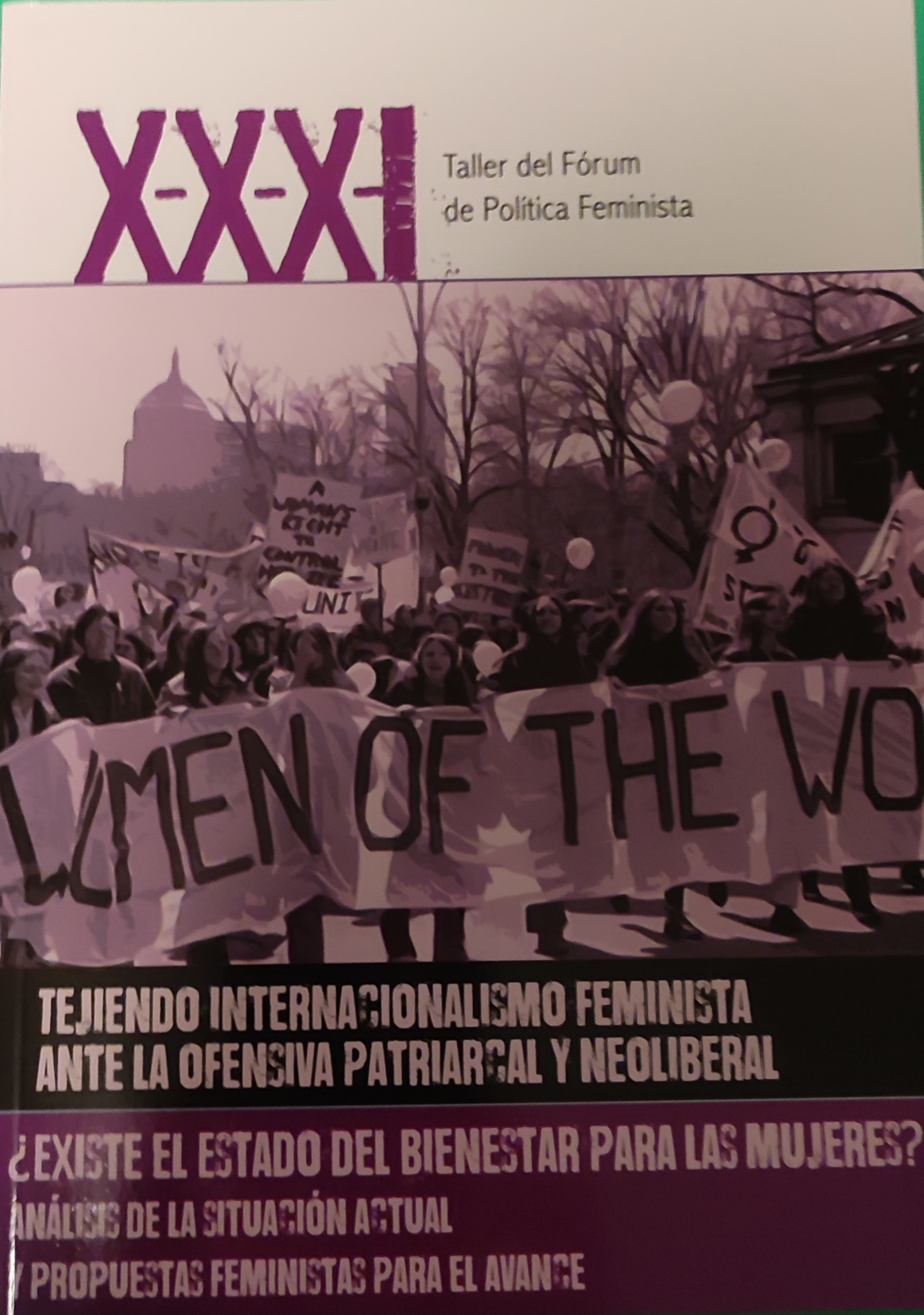
XXXI Taller del Fórum de Política Feminista 2021: Tejiendo internacionalismo feminista ante la ofensiva patriarcal y neoliberal. ¿Existe el estado del bienestar para las mujeres? Análisis de la situación actual y propuestas feministas para el avance.

- Mujer, justicia y medios de comunicación.
- Mujeres y poder.
- El feminismo y estado de bienestar.
- Las mujeres en un mundo cambiante.
- Políticas de géneroː de la igualdad formal a la igualdad real.
- Mujeres ante las políticas sociales en la nueva configuración europea.
- Elegir mujeres. Elecciones 99.
- Políticas feministas en el año 2000.
- La organización de las asociaciones de mujeres.
- Retos y contradicciones de género que plantea la inmigración al Estado del Bienestar.
- Pactos entre mujeres y paridad en las elecciones de 2003.
- Ley de dependencia y educación infantil como medidas de conciliación de la vida laboral y familiar.
- Coeducación de adultos para prevenir la violencia de género.
- Participación de las asociaciones de mujeres en las políticas de igualdad.
- Hacía la creación del Consejo Estatal de las Mujeres.
- 20 años del Fórum de Política Feminista.
- Las mujeres y el Estado del Bienestar.
- Feminismo ante la crisis
- Mujeres, sexo, poder, economía y ciudadanía.
- Salir de la crisis con más igualdad.
- 25 años del Fórum de Política Feminista y de feminismo.
- Neoliberalismo. Estrategias y alianzas.
- Fiscalidad, elecciones y violencia.
- Feminismo, ecologismo y política social.
- Las organizaciones feministas ante el cambio generacional y político 2011-2016.
- Pornografía, prostitución, trata y vientres de alquiler.
- Agenda política feminista 2018-2019
- Abolición del Género. Pensiones. Dependencia. Ofensiva ultraderechista.
- Feminismo en Tiempos de Covid.
- Tejiendo Internacionalismo Feminista ante la ofensiva Patriarcal y Neoliberal.